# عاتق الثريا

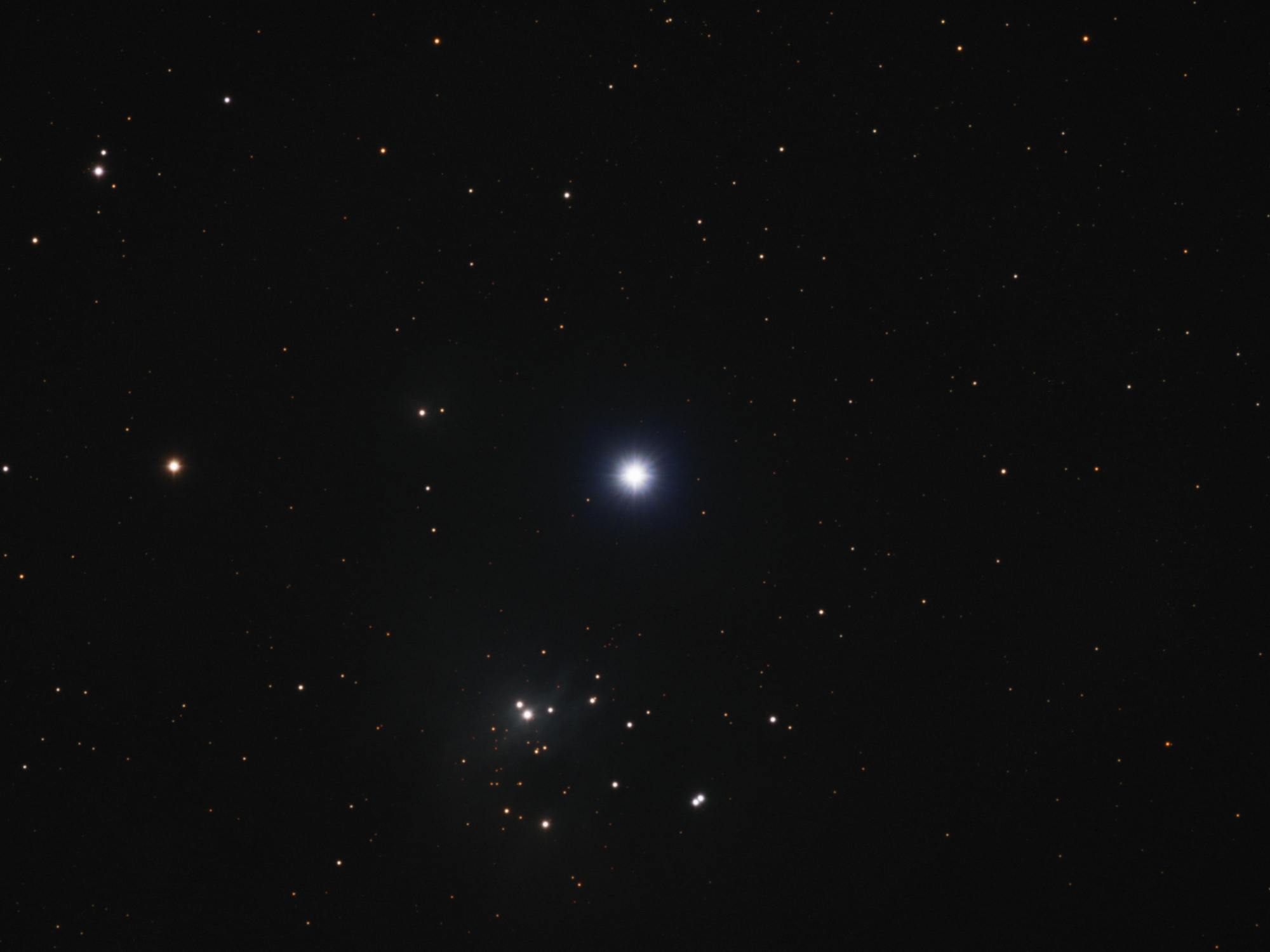

أو أوميكرون حامل رأس الغول Omicron Persei اسمه التقليدي Atik وهو نجم مزدوج في كوكبة حامل رأس الغول ينتمي النجم الرئيسي إلى الفئة الطيفية B1 وهو عملاق والثاني قزم ينتمي إلى الفئة الطيفية B3 يدوران حول بعضهما خلال 4.5 يوم. ويبعد عن الأرض مابين 1000-1600 سنة ضوئية ويملك قدر ظاهري يساوي +3.83 